# Lovor
Lovor (lovorika, lat. Laurus),  rod vazdazelenih grmova ili drveća iz porodice Lauraceae. Postoje tri priznate vrste koje rastu po Mediteranu, Azorima i Kanarima.
U Hrvatskoj raste L. nobilis po Istri, Kvarneru i Dalmaciji. Listovi se koriste za začin.
Latinsko ime roda Laurus dolazi od keltskog blaur, u značenju uvijek zelen

## Vrste
- Laurus azorica (Seub.) Franco
- Laurus nobilis L.
- Laurus novocanariensis Rivas Mart., Lousã, Fern.Prieto, E.Días, J.C.Costa & C.Aguiar

## Zanimljivosti
- Lumber, plod lovora koji raste samo na ženskom stablu lovora, koristi se kao municija za pukalnicu - tradicionalna hrvatska igračka.